# جرد هومن
جرد هومن (انگلیسی: Jared Homan؛ زادهٔ ۶ مارس ۱۹۸۳) بازیکن بسکتبال اهل ایالات متحده آمریکا است.
از باشگاه‌هایی که در آن بازی کرده‌است می‌توان به سیبونا زاگرب و باشگاه بسکتبال بایرن مونیخ اشاره کرد.